# Famille du Boispéan
La famille du Boispéan est originaire de Fercé.

## Histoire
Cette famille fut maintenue noble d'ancienne extraction en Bretagne le 11 octobre 1668.

## Filiation
La descendance d'Isaac de Boispéan (1611-1677) est connue par la lecture des actes d'état civil.
- Isaac du Boispéan (7 mai 1611 à Sion-les-Mines - 10 juin 1677 à Fercé) épouse le 22 février 1639 à Vitré, Renée Picot[2].
  - Isaac du Boispéan (6 juillet 1646 à Fercé - 10 juillet 1725 à Martigné-Ferchaud), seigneur de La Pillardière (Martigné-Ferchaud). Le 26 mars 1686 à Chantenay-sur-Loire, il épouse Marie Picot de La Mentaye.
    - François-Isaac du Boispéan (16 octobre 1687 à Sion-les-Mines, 13 décembre 1761 à Rougé), chevalier , seigneur du Bois-Péan et de L'Orgerais. Le 13 décembre 1718 à Iffendic, il épouse Renée d'Andigné de la Chasse.
      - Charles-François-Isaac du Boispéan (5 mai 1720 à Iffendic, 1er juillet 1777 à Rennes/Saint-Jean), chevalier , seigneur du Bois-Péan, de La Férronière,  de La Minière, de La Porte et du Val, conseiller au Parlement de Bretagne. Le 16 juin 1744 à Vitré/Notre-Dame, il épouse Elisabeth Suzanne Marion, dame du Val.
        - François Auguste du Boispéan (12 octobre 1754 à Fercé, 14 janvier 1847 à Fercé), vicomte de Fercé, chevalier de la Légion d'honneur (19 mai 1825), chevalier de l'Ordre de Saint-Jean, reçu en 1778 conseiller au Parlement de Bretagne, sous-préfet d'Ancenis. Le 1er juillet 1783 à Rennes/Saint Etienne, il épouse Marie Julie Sainte Angélique du Merdy de Catuélan.
          - Auguste Jacques de Boispéan (1791-16 mai 1868 à Châteaubriant), sous-préfet de Châteaubriant sous la Restauration. Il épouse en 1818 Clara Bousquet de Balainvilliers, petite-fille de Charles Bernard de Ballainvilliers, homme politique, chancelier du conseil de Monsieur à la Restauration.
          - Ludovic du Boispéan (13 octobre 1795 à Saint-Hélier (Jersey) - 15 septembre 1859 à Rougé, officier. Le 23 avril 1823, à Oulmes, il épouse Anne Charlotte de Selle ; veuf, il épouse en secondes noces le 4 février 1840 à Rougé, Marie Anne Eluère.
            - Prosper du Boispéan (1842-1881), vicomte de Fercé. Le 21 avril 1866 à Pontivy, il épouse Julie Marie Laudren.
              - Pierre Louis Narcisse Marie du Boispéan (27 mars 1872 à Rougé - 22 juin 1957 à Fercé). Le 15 mai 1907 à Paris, il épouse Alice Marie Suzanne Roy.
                - André du Boispéan, colonel de cavalerie au 30e Dragons 2e Cuirassiers, officier de l'ordre national de la Légion d'honneur. Il épouse Monique Le Borgne de La Tour[3] (1916-1982), fille d'Alain Le Borgne de La Tour et de Louise de Palys, fille d'Elie de Palys et de Thérèse Marie Zoé de Guéhéneuc de Boishue, fille de Marc Antoine Auguste Marie de Guéhéneuc de Boishue et d'Eudoxie de Semallé.
                  - Alain du Boispéan (1951), diplomate.

                - Gérard Francis du Boispéan (1910-1981), ancien élève de l'École spéciale militaire de Saint-Cyr, promotion « du Tafilalet » (1931-1933), officier de cavalerie, général de brigade, commandeur de l'ordre national de la Légion d'honneur. Il épouse Odile Jollan de Clerville (1917-1994).
                  - Jean-Yves du Boispéan (1955), artiste peintre, dessinateur, graveur. En 1981, il épouse Laurence d'Ornellas.

## Armoiries
- Écartelé : aux 1 et 4 d'argent, semé de fleurs de lys d'azur ; aux 2 et 3, d'argent fretté de gueules[4] (armes figurant aux salles des Croisades[5]).

## Château
À Fercé, le château du Boispéan à toujours appartenu à la famille du même nom. Il a été bâti au XVIIe siècle en grès et en schiste ; y figure un blason sculpté ancien.

## Hommage
En hommage à Auguste-Jacques du Boispéan, sous-préfet de Châteaubriant, la commune de Châteaubriant a donné son nom à une rue du quartier de la Trinité,.

## Pour approfondir